# Øvre Sirdal
Øvre Sirdal is een voormalige gemeente in het zuiden van Noorwegen. De gemeente ontstond in 1905 toen Sirdal werd gesplist waarbij het zuidelijke deel de gemeente Tonstad werd. In 1960 werd de splitsing in grote lijnen weer ongedaan gemaakt. Øvre (boven) Sirdal kwam grotendeels overeen met de parochie Lunde van de Noorse kerk. 